# Ternopili járás
A Ternopili járás a Ternopili terület 3 járásának legnépesebbike. Területe a 2020-as ukrán járások számának lecsökkentésével jelentősen megnőtt, és már tartalmazza az akkor megszűnt Berezsani, Kozovai, Pidhaitszi, Pidvolocsiszki, Terebovliai, és Zborivi járásokat, a Zbarazsi járás egyik részét, továbbá Berezsani és Ternopil városát, amelyek az összevonás előtt különálló járások voltak. Az összevonással együtt a járás népessége is megugrott. 2020-ban (az összevonás előtt) a járásban 67,199 fő lakott, de 2022-ben már 559,357.

## Statisztikák[3]

### Nemek aránya
2022-ben a lakosok 53,52%-a, 297 990 fő nő volt, a maradék 258,831 lakos pedig férfi (ez az össznépesség 46,48%-a)

### Életkorok aránya
2022-ben a lakosság 18,8%-a 17 év alatti, 65,8%-a 18 és 64 év között, 15,4%-a pedig 65 év feletti volt.

### Városiasság
A lakók többsége, 57,2%-a városban él, a maradék 42,8% pedig faluban.